# 男鹿半島

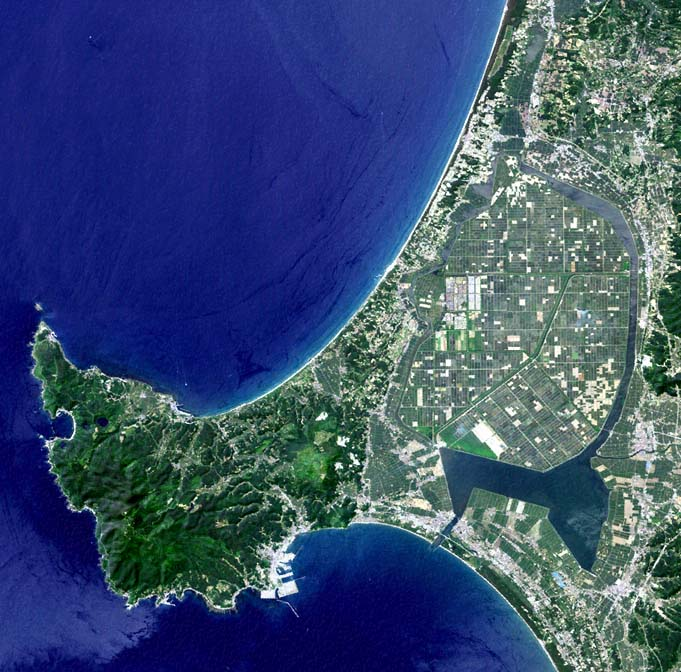
男鹿半島

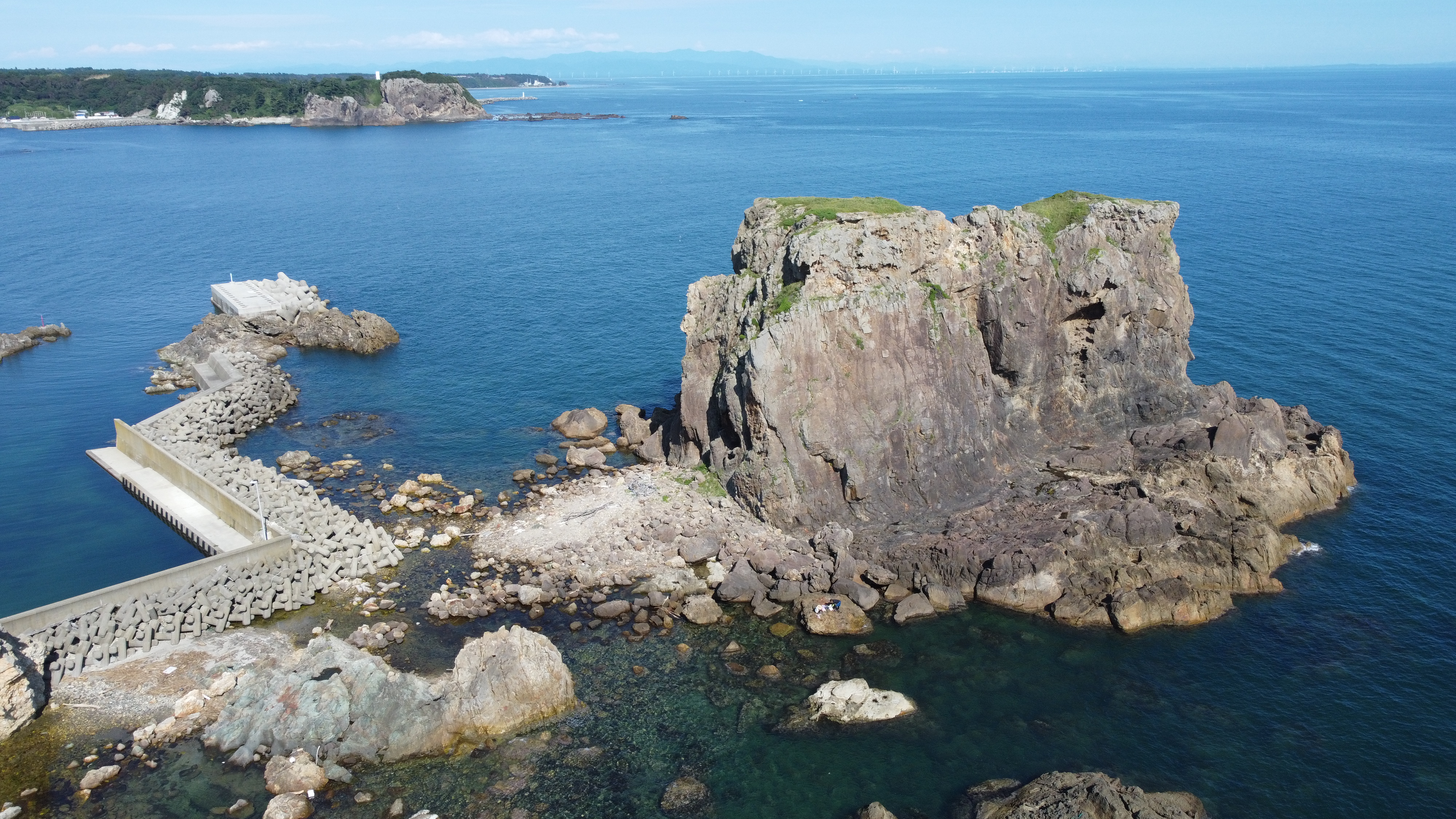
帆掛島

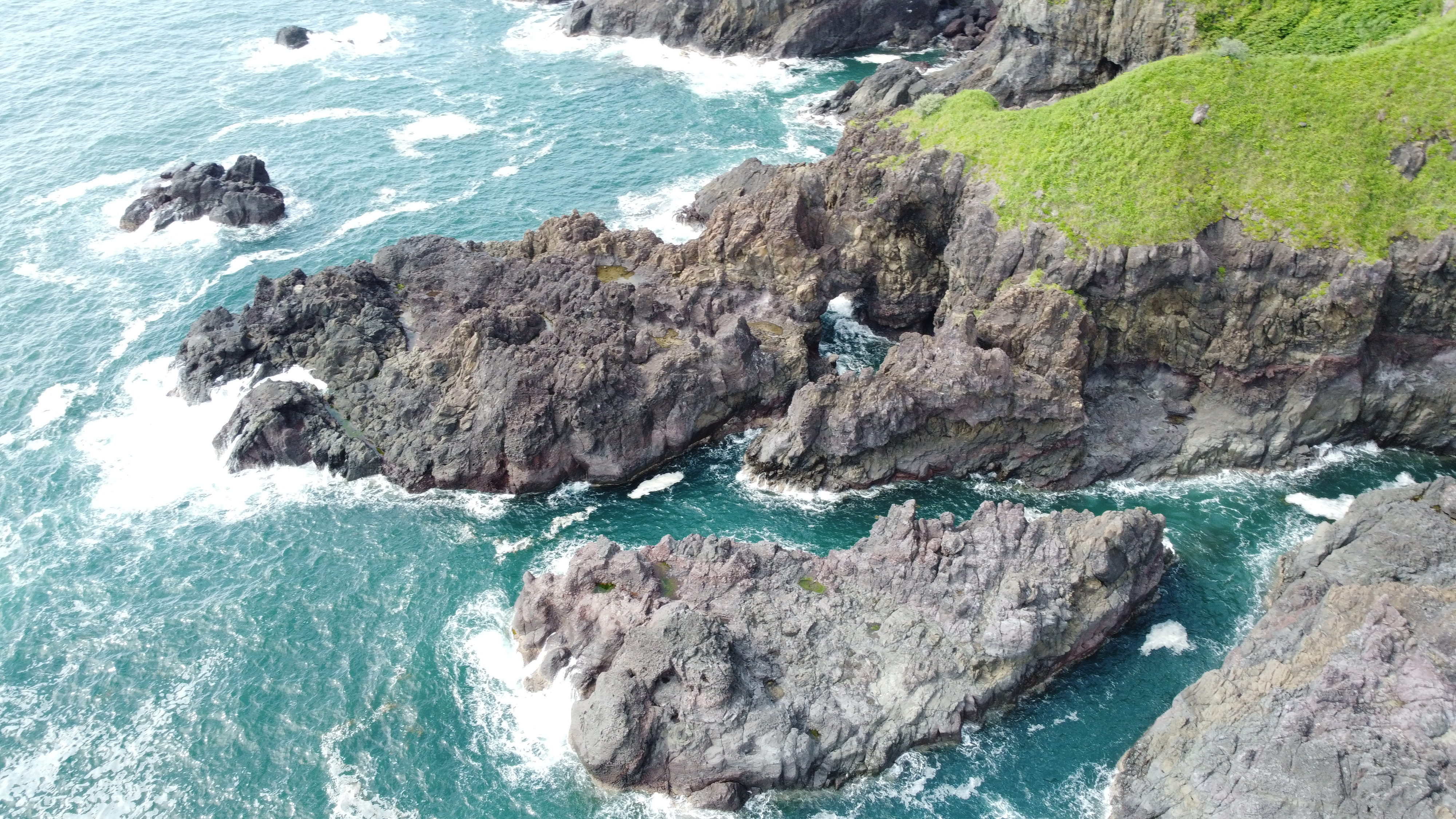
小棧橋

男鹿半島（日语：／ Oga hantō */?）是位在日本秋田縣西北部，突出於日本海的半島。半島全區大部分屬於男鹿市。

## 地理

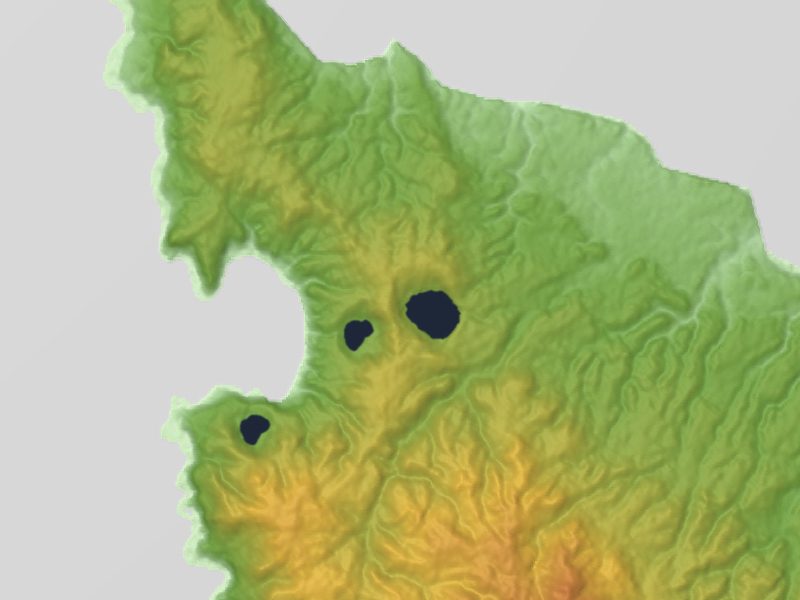
三個湖泊池是目潟火山的低平火山口。橢圓形的戶賀湾是比目潟火山古老的凝灰岩環。

西部有男鹿三山、中央有寒風山聳立。半島東南部海岸可見海蝕崖地形。半島底部是八郎潟。古時寒風山是一座火山島。隨著山體成長與北側米代川、南側雄物川的土石不斷堆積之下，形成有兩座沙洲連接的陸連島，中心部則是八郎潟。
交通方面，國道101號南北縱貫半島，五里合地區等地多狹路。秋田市方向有JR男鹿線連結。

### 半島與火山
寒風山火山是在約3萬〜1萬年前的活動所形成。在半島前端的第一目潟、第二目潟、第三目潟等三個潟湖，都是低平火山口，稱作目潟火山。約3萬至2萬年前有火山活動。此外，戶賀灣（四之目潟）是比目潟火山更古老的凝灰岩環。

## 文化
也寫作小鹿島，自古就以生剝鬼節聞名，也是生剝鬼館所在地。半島內有三個鄉土太鼓團體，以男鹿溫泉鄉為中心活動的「生剝鬼鄉神樂」以其雄壯的演奏及華麗的表演，將活動範圍擴大到亞洲各國和法國。
真山、本山、毛無山合稱男鹿三山，自古以來就是山岳信仰的著名靈場之一。
戰國時代起，此地成為戰國大名安東氏於日本海進行交易的據點。
男鹿半島在1970年代以前，使用以天然秋田杉製成的獨木舟進行捕魚。由於獨木舟沒有接合處，耐久性高，在半島的岩礁地帶十分重要。

## 觀光
以男鹿溫泉鄉為首，沿著海岸的金崎、戶賀等海岸都有溫泉存在。半島西北端有名為入道崎的海蝕崖岬角，入道崎燈塔也位於此處。此外，半島上有一處名為八望台的名勝。現為男鹿國定公園與日本百景之一。
1952年（昭和27年）6月20日，「男鹿半島」票選為秋田魁新報社主辦的第一回秋田縣觀光三十景（有效票數約195萬票）第一位（251,642票）。1977年（昭和52年）6月15日的新觀光秋田三十景（217萬票）以「入道崎·櫻島·大獲橋線」獲選第一。
當地還有活用大海資源的秋田縣立男鹿水族館（男鹿水族館GAO）。船川港與水族館前等處有遊覧船運行。

## 另見
- 牡鹿半島：位於宮城縣，日語發音常與男鹿半島混淆。